# José David Leudo
José David Leudo (Apartadó, Antioquia, Colombia; 9 de noviembre de 1993) es un futbolista colombiano. Juega de mediocampista y actualmente milita en el Club Internacional de Palmira de la Categoría Primera B de Colombia

## Trayectoria

### Tiburones Rojos de Veracruz
El 20 de enero de 2017 es presentado como nuevo jugador de los Tiburones Rojos de Veracruz de la Primera División de México.

## Selección nacional
| Campeonato                   | Sede      | Resultado        |
| ---------------------------- | --------- | ---------------- |
| Sudamericano Sub-20 de 2013  | Argentina | Campeón          |
| Esperanzas de Toulon de 2013 | Francia   | Subcampeón       |
| Copa Mundial Sub-20 de 2013  | Turquía   | Octavos de Final |

## Clubes
| Club                          | País      | Año           |
| ----------------------------- | --------- | ------------- |
| Boyacá Chicó                  | Colombia  | 2009          |
| Fénix                         | Uruguay   | 2010-2011     |
| Estudiantes                   | Argentina | 2012-2014     |
| Colón                         | Argentina | 2014          |
| Once Caldas                   | Colombia  | 2015          |
| Deportivo Pasto               | Colombia  | 2015-2016     |
| Veracruz                      | México    | 2017          |
| Atlético Huila                | Colombia  | 2017-2018     |
| NorthEast United              | India     | 2018-2020     |
| Patriotas Boyacá              | Colombia  | 2021-2022     |
| Club Atlético Rosario Central | Argentina | 2022-Presente |

## Estadísticas
| Club                              | Temporada           | Liga  | Liga  | Copas Nacionales | Copas Nacionales | Torneos Internacionales | Torneos Internacionales | Total | Total |
| Club                              | Temporada           | Part. | Goles | Part.            | Goles            | Part.                   | Goles                   | Part. | Goles |
| --------------------------------- | ------------------- | ----- | ----- | ---------------- | ---------------- | ----------------------- | ----------------------- | ----- | ----- |
| Boyacá Chicó · Colombia           | 2009                | 1     | 0     | -                | -                | -                       | -                       | 1     | 0     |
| Boyacá Chicó · Colombia           | Total club          | 1     | 0     | -                | -                | -                       | -                       | 1     | 0     |
| Fénix · Uruguay                   | 2010/11             | 0     | 0     | -                | -                | -                       | -                       | 0     | 0     |
| Fénix · Uruguay                   | Total club          | 0     | 0     | -                | -                | -                       | -                       | 0     | 0     |
| Estudiantes de La Plata Argentina | 2013/14             | 0     | 0     | -                | -                | -                       | -                       | 0     | 0     |
| Estudiantes de La Plata Argentina | Total club          | 0     | 0     | -                | -                | -                       | -                       | 0     | 0     |
| Colón Argentina                   | 2013/14             | 0     | 0     | 1                | 0                | -                       | -                       | 1     | 0     |
| Colón Argentina                   | Total club          | 0     | 0     | 1                | 0                | -                       | -                       | 1     | 0     |
| Once Caldas · Colombia            | 2015                | 12    | 0     | 0                | 0                | -                       | -                       | 12    | 0     |
| Once Caldas · Colombia            | Total club          | 12    | 0     | 0                | 0                | -                       | -                       | 12    | 0     |
| Deportivo Pasto · Colombia        | 2015                | 16    | 0     | 3                | 0                | -                       | -                       | 19    | 0     |
| Deportivo Pasto · Colombia        | 2016                | 26    | 0     | 2                | 0                | -                       | -                       | 28    | 0     |
| Deportivo Pasto · Colombia        | Total club          | 42    | 0     | 5                | 0                | -                       | -                       | 47    | 0     |
| Veracruz · México                 | 2017                | 0     | 0     | 0                | 0                | -                       | -                       | 0     | 0     |
| Veracruz · México                 | Total club          | 0     | 0     | 0                | 0                | -                       | -                       | 0     | 0     |
| Total en su carrera               | Total en su carrera | 55    | 0     | 6                | 0                | -                       | -                       | 61    | 0     |

## Palmarés

### Torneos nacionales
| Logro                      | Club  | País      | Año  |
| -------------------------- | ----- | --------- | ---- |
| Ascenso a Primera División | Colón | Argentina | 2014 |

### Torneos internacionales
| Campeonato          | Equipo           | Sede      | Año  |
| ------------------- | ---------------- | --------- | ---- |
| Sudamericano Sub-20 | Selección Sub-20 | Argentina | 2013 |